# Conclave de 1691
El conclave de 1691 es va convocar a la mort d'Alexandre VIII i va acabar amb l'elecció del cardenal Antonio Pignatelli, que regnà com a Papa amb el nom d'Innocenci XII.
Va durar cinc mesos, del 12 de febrer a 12 de juliol de 1691. El conclave es va convertir en un punt mort després que els monarques catòlics s'oposessin a l'elecció de Gregorio Barbarigo, cosa que alguns membres del Col·legi Cardenalici van veure com massa estricta. El conclave només va acabar al juliol després que els cardenals van començar a emmalaltir a causa de la calor, i quan cardenals francesos van acordar votar per Pignatelli tot i procedia del Nàpols controlat per Espanya.

## Rerefons
Les qüestions del Gal·licanisme van sere prominents en el conclave de 1689 que havia triat Alexandre VIII. El predecessor d'Alexandre, Innocenci XI, es va negar a confirmar els nous bisbes francesos fins al punt que en trenta-cinc diòcesis no tenien un bisbe confirmat per Roma en 1688. L'elecció d'Alexandre havia estat assegurada amb la promesa que confirmaria els bisbes francesos no confirmats. Tot i això, l'últim acte d'Alexandre com a Papa abans de morir va ser condemnar la Declaració del Clergat de França l'1 de febrer de 1691.
Alexandre també es va destacar pel seu nepotisme, que era en part a causa de la seva avançada edat i la creença que la seva família tindria poc temps per treure profit del seu regnat. Això va contrastar amb el seu predecessor Innocenci XI, que era conegut per ser auster i per no causar cap escàndol a través de nepotisme.

## El Col·legi de Cardenals

### Cardenals assistents al Conclave
- Alderano Cibò, Bisbe d'Òstia i Velletri. Degà del Col·legi Cardenalici
- Flavio Chigi, Bisbe de Porto e Santa Rufina. Prefecte de la Signatura de Justícia. Prefecte de la Basílica Laterana
- Giacomo Franzoni, Bisbe de Frascati
- Paluzzo Paluzzi Altieri degli Albertoni, Bisbe de Sabina. Prefecte de la Sagrada Congregació de Propaganda Fide.
- Emmanuel de la Tour d'Auvergne de Bouillon, Bisbe de Albano
- Francesco Maidalchini. Cardenal prevere de S. Maria in Via
- Carlo Barberini, Cardenal prevere de S. Lorenzo in Lucina. Arxipreste de la Basílica Vaticana. Representava els reis de Portugal i Polònia
- Gregorio Barbarigo, Cardenal prevere de S. Marco. Bisbe de Pàdua
- Giannicolò Conti di Poli, Cardenal prevere de S. Maria Traspontinae. Bisbe d'Ancona.
- Giovanni Delfino, Cardenal prevere de SS. Vito, Modesto e Crescenzia. Patriarca d'Aquileia.
- Niccolò Acciaioli, Cardenal prevere de S. Callisto.
- Gasparo Carpegna, Cardenal prevere de S. Maria in Trastevere. Vicari General of Roma
- César d'Estrées, Cardenal prevere de Santissima Trinità al Monte Pincio. Bisbe de Laon
- Pierre de Bonzi, Cardenal prevere de S. Eusebio. Arquebisbe de Narbona
- Vincenzo Maria Orsini de Gravina, O.P. Cardenal prevere de S. Sisto. Arquebisbe de Benevent
- Francesco Nerli, Cardenal prevere de S. Matteo in Merulana.
- Galeazzo Marescotti, Cardenal prevere de SS. Quirico e Giulitta
- Girolamo Casanate, Cardenal prevere de S. Silvestro in Capite. Assessor del Sant Ofici
- Fabrizio Spada, Cardenal prevere de S. Crisogono
- Philip Thomas Howard of Norfolk and Arundel, OP, Cardenal prevere de S. Maria sopra Minerva.Arxipreste de la Basílica Liberiana
- Giovanni Battista Spinola, Cardenal prevere de S. Cecilia
- Antonio Pignatelli del Rastrello, Cardenal prevere de S. Pancrazio. Arquebisbe de Nàpols. Escollit papa amb el nom d'Innocenci XII
- Francesco Buonvisi, Cardenal prevere de S. Stefano al Monte Celio, Bisbe de Lucca
- Savo Millini Cardenal prevere de S. Pietro in Vincoli. Bisbe d'Orvieto
- Francesco Lorenzo Brancati di Lauria, OFM Conv., Cardenal prevere de Ss. XII Apostoli. Bibliotecari de la Santa Església Romana
- Giacomo de Angelis, Cardenal prevere de S. Maria in Ara Coeli. Abat Commendatari de Nonantola
- Opizio Pallavicino, Cardenal prevere de S. Martino ai Monti, Bisbe de Spoleto
- Marcello Durazzo, Cardenal prevere de S. Prisca. Bisbe de Ferrara
- Marcantonio Barbarigo, Cardenal prevere de S. Susanna. Bisbe de Montefiascone e Corneto
- Carlo Stefano Ciceri, Cardenal prevere de S. Agostino. Bisbe de Como
- Leopold Karl von Kollonitz, Cardenal prevere de S. Girolamo dei Schiavoni-Croati. Bisbe de Györ
- Etienne Le Camus, Cardenal prevere de Santa Maria degli Angeli. Bisbe de Grenoble
- Johannes von Goes, Cardenal prevere de S. Pietro in Montorio. Bisbe de Gurk.
- Pier Matteo Petrucci, Cong. Orat., Cardenal prevere de S. Marcello
- Pedro de Salazar, Cardenal prevere de S. Croce in Gerusalemme. Bisbe de Còrdova
- Jan Casimir Dönhoff, Cardenal prevere de S. Giovanni a Porta Latina. Bisbe de Cesena
- José Sáenz de Aguirre, OSB. Cardenal prevere de S. Balbina
- Leandro di Colloredo, Cong. Orat., Cardenal prevere de SS. Nereo ed Achilleo. Penitencier Major
- Fortunato Caraffa della Spina, Cardenal prevere de SS. Giovanni e Paolo. Bisbe d'Aversa.
- Bandino Panciatici, Cardenal prevere de S. Tommaso in Parione. Pro-Datari de Sa Santedat
- Giacomo Cantelmo, Cardenal prevere de Ss. Marcellino e Pietro. Arquebisbe de Capua.
- Ferdinando d'Adda, Cardenal prevere de S. Clemente.
- Toussaint de Forbin Janson, Cardenal prevere de S. Agnese fuori le mura. Bisbe de Beauvais
- Giovanni Battista Rubini, Cardenal prevere de S. Lorenzo in Panisperna. Bisbe de Vicenza i Llegat a Urbino.
- Francesco del Giudice. Cardenal prevere de S. Maria del Popolo. Governador de Roma
- Giovanni Battista Costaguti, Cardenal prevere de S. Bernardo alle Terme
- Urbano Sacchetti, Cardenal diaca de S. Maria in Via Lata. Cardenal protodiaca. Bisbe de Viterbo i Toscanella
- Gianfrancesco Ginetti, Cardenal diaca de S. Nicola in Carcere. Arquebisbe de Fermo.
- Benedetto Pamphili, O.S.Io.Hieros., Cardenal diaca de S. Agata alla Suburra. Llegat a Bolònia
- Domenico Maria Corsi, Cardenal diaca de S. Eustachio. Bisbe de Rimini, Llegat a la Romanya.
- Giovanni Francesco Negroni, Cardenal diaca de S. Cesareo in Palatio. Bisbe de Faenza.
- Fulvio Astalli, Cardenal diaca de SS. Cosma e Damiano
- Francesco Maria de' Medici, Cardenal diaca de S. Maria in Domnica. Representant del Rei d'Espanya.
- Rinaldo d'Este, Cardenal diaca de S. Maria della Scala
- Pietro Ottoboni, Cardenal diaca de S. Lorenzo in Damaso. Vicecanceller de la Santa Església Romana i Llegat a Avinyó. Protector de França.
- Carlo Bichi, Cardenal diaca de S. Maria in Cosmedin. Auditor de la Cambra Apostòlica.
- Giuseppe Renato Imperiali, Cardenal diaca de S. Giorgio in Velabro. Llegat a Ferrara.
- Luigi Omodei, Cardenal diaca de S. Maria in Portico
- Giovanni Francesco Albani, Cardenal diaca de S. Adriano al Foro. Secretari pels Breus. Posteriorment elegit papa amb el nom de Climent XI
- Francesco Barberini, Cardenal diaca de S. Angelo in Pescheria.
- Lorenzo Altieri, Cardenal diaca de S. Maria in Aquiro

### Cardenals que abandonaren el conclave
- Giulio Spinola, Cardenal prevere de San Martino ai Monti. Bisbe de Nepi i Sutri. Abandonà el conclave el 21 de febrer a causa de malaltia.
- Raimondo Capizucchi, OP, Cardenal prevere de S. Maria degli Angeli. Abandonà el conclave el 13 d'abril a causa de malaltia.
- Federico Visconti, Cardenal prevere de SS. Bonifacio ed Alessio. Arquebisbe de Milà. Abandonà el conclave el 19 de juny
- Federico Baldeschi Colonna, Cardenal prevere de S. Anastasia. Abandonà el conclave el 29 de juny

### Cardenals absents al Conclave
- Antonio Bichi, Cardenal prevere de San Agostino. Bisbe d'Osimo. Morí durant el període de seu vacant.
- Luis Manuel Fernández Portocarrero, Cardenal prevere de S. Sabina. Arquebisbe de Toledo.
- Verissimo de Alencastro. Cardenal prevere sense títol. Inquisidor General de Portugal i les Açores.
- Augustyn Michal Stefan Radziejowski, Cardenal prevere de S. Maria della Pace. Arquebisbe de Gniezno.
- Wilhelm Egon von Fürstenberg, Cardenal prevere de S. Onofrio. Bisbe d'Estrasburg

## LesNovendiales
L'observació del dol pel Papai difunt (Novendiales) va començar el 3 de febrer de 1691. Aquell dia va tenir lloc la primera Congregació dels cardenals al Vaticà.Mons. Paravicino, secretari de la Cambra apostòlica, va ser triat governador del Cónclave i governador del Borgo. El cardenal Spinola va ser confirmat com a governador de Roma. Don Antonio Ottoboni va ser confirmat en el seu càrrec de General de l'Església, i Don Marco Ottoboni com a General de les Galeres.
L'últim dia de les Novendiales va ser l'11 de febrer.

## El conclave
El conclave va començar el 12 de febrer de 1691, estenent-se fins al 12 de juliol, durant cinc mesos tempestuosos, empitjorant-ho al final per la calor d'un estiu romà i pels motins als carrers de Roma, Quan va començar el Cónclave, es necessitaven un total de vint-i-nou vots per a una elecció canònica d'èxit. A mesura que van arribar més cardenals, la xifra va augmentar, fins que, al final, van caler un mínim de 41 vots per triar el Papa.
En començar el Col·legi dels cardenals estava en el seu màxim legal de 70 cardenals. Tot i això, al començament del conclave només 38 electors estaven presents. El nombre es va elevar a 44 electors present el 19 de febrer, i en el moment de l'elecció d'Inocencio XII al juliol, 61 electors estaven presents. En començar el conclave, l'únic cardenal francès present a Roma era Toussaint de Forbin Janson, l'ambaixador francès al Tribunal de Roma, de manera que va ser indispensable que ho allargués tot fins que arribessin els cardenals francesos (havien començat el viatge el 17 de febrer, tan bon punt havien rebut la notícia que el Papa havia mort; van ser instruïts i finançats per Lluís XIV).
Els cardenals de la cúria van entrar en el conclave amb la voluntat d'elegir a Gregorio Barbarigo com a Papa. Aquest nomenament era inacceptable per a Leopold I, Emperador del Sacre Imperi Romanogermànic, perquè era venecià. Si bé que Leopold formalment no excloïa Barbarigo, no desitjava que fos l'elegit. A més de Leopold, l'ambaixador espanyol a Roma va treballar en contra de l'elecció de Barbarigo, i Lluís XIV de França es va oposar a causa dels desitjos dels seus aliats.
En el primer escrutini, el cardenal Brancati, franciscà, de setenta-nou anys, va rebre setze vots. Pel que sembla, l'edat avançada dels dos papes anteriors no va dissuadir a alguns cardenals per buscar un líder entre els decrèpits i senils. Brancati tenia una reputació d'estudiós i la pietat, però era d'estoc camperola i monacal, fet que va repel·lir a diversos cardenals. Però els espanyols es van oposar a Brancati, tot i que ell mateix era d'origen espanyol, ja que sempre s'havia oposat a ells i, per tant, la seva candidatura no va avançar
Els Zelanti, uns catorze en nombre, estavan dirigits pels cardenals Negroni i Colloredo, que van organitzar el grup per no procedir a una elecció tret que el Sacre Col·legi acordés abandonar el nepotisme, i no considerar cap candidat en cap terme llevat del propi mèrit. Malgrat tot, no estaven tan units com podia semblar: els seus números semblaven créixer o disminuir a mesura que altres factors (la lleialtat nacional, els compromisos personals o l'individu considerat); de vegades només eren 14 o 15, de vegades atreien un nombre considerablement més gran.
Segons el cardenal  de 'Medici,, hi havia dues faccions dins del conclave: una tenia vint-i-sis membres, i incloïa els francesos, Altieri, Ottoboni i alguns dels cardenals per Innocenci XI. L'altre tenia trenta-set membres, inclosos els austríacs, Chigi, alguns cardenals de Innocent XI, alguns zelanti i alguns refugiats d'Altieri i Ottoboni.
El nom de Barbarigo va ser inicialment presentat al conclave per Leandro Colloredo. Colloredo i els seus també van tenir el suport de Flavio Chigi, el cardenal nebot d'Alexandre VII, en el conclave. Barbarigo era considerat com un individu amb un ferm sistema moral, i es pensava que podria abolir el nepotisme si resultava elegit.
Tot i que Leopold formalment no va excloure Barbarigo, va córrer el rumor que havia estat exclòs, i malgrat les protestes de la facció dels cardenals zelanti, suficients membres del Col·legi Cardenalici creien en la capacitat de l'emperador per excloure un candidat impedint la seva elecció. Leopold havia enviat un emissari amb dues cartes pels seus cardenals: la primera carta pública va declarar que no desitjava veure Barbarigo exclòs, mentre que la segona carta, que era privada, expressava el seu desig que Barbarigo no fos l'elegit, però que no volia prendre la culpa de l'exclusió, sinó que desitjava que fossin els espanyols qui ho fessin. A més, alguns dels cardenals més mundans temien que Barbarigo seria igualment estricte com Innocenci XI, i això cal tenir-se en compte en el seu fracàs per guanyar l'elecció.
A l'abril, estava clar per als cardenals que Barbarigo no seria triat papa, i el conclave va entrar en un període en el qual no tenia una direcció clara. Els escrutinis diaris no donaven un candidat amb èxit, i els escrutinis del vespre sovint repetien el mateix el punt mort al que s'havia arribat al matí. Per primera vegada en un conclave des de 1503 es va votar a persones alienes al Col·legi de cardenals. No hi havia un avantatge clar sobre qui podria ser triat Papa, i en un moment donat diversos cardenals va provocar un incendi a l'habitatge en fer caure accidentalment un llum mentre que jugant a les cartes. Si bé això va provocar algunes de les cel·les que alberguen els cardenals fossin inhabitables, en aquells moments havien mort 3 cardenals (Spinola, Capizucchi i Visconti), així que hi havia cambres disponibles per reubicar els cardenals que havien estat trets del seu habitatge anterior.
El següent a proposar va ser el cardenal Delfino, qui comptava amb el suport dels francesos i els seus aliats; però els zelanti temien que Delfino s'impliqués en un nepotisme a gran escala, senyalant que qualsevol esperança de restaurar la disciplina a l'Església i proporcionar un lideratge espiritual en el Papat es perdria si Delfino fos seleccionat. Després de Delfino, alguns van proposar al cardenal Paluzzi, però el seu nom portava més records dels abusos del nepotisme dels papats anteriors i també va ser rebutjat. El fet que el nombre de vots del cardenal Brancati comencés a augmentar de nou sembla indicar que els cardenals estaven sent prudents a l'hora de donar els seus vots entre els candidats que no podien guanyar, perquè no despertessin i arruïnin les esperances d'un veritable candidat viable abans del moment precís .
En aquest punt, el conclave ja portava més de cinc mesos de duració. El següent en ser escrutinat va ser florentí de seixanta-i-un anys, el cardenal Acciaiuoli. Va comptar amb el suport dels francesos i dels Médici, i els zelanti eren favorables. Acciaiuoli va estar molt a prop de ser elegit. Però l'oposició es va desenvolupar tant de la facció del cardenal Ottoboni com de la facció del cardenal Altieri, per interessos competitius de llarga data. Els austríacs es van unir a ells per excloure el florentí amb un veto virtual.

### L'elecció d'Innocenci XII
El 30 de juny, per frustració davant el fracàs de les candidatures primer de Barbarigo i després d'Acciauoli, vint-i-vuit cardenals que eren amics del cardenal Barbarigo (tot i que no eren no una majoria del Sacre Col·legi) es van unir per demanar al rei de França que consentís en l'elecció de Barbarigo. Això va plaure d'Estrées; però els cardenals francesos van impedir que un missatger arribés a París, encara que l'altre va completar el viatge, però va arribar massa tard.
Federico Altieri va començar a buscar suports per assegurar elecció al papat per si mateix. Va començar a mostrar-se amb una imatge pública favorable a Leopold I, mentre que també treballava per guanyar-se el favor de Lluís XIV. La facció dels zelanti i Flavio Chigi es van oposar-se, la qual cosa va ser suficient per aturar la seva victòria.
Altieri s'havia posicionat amb la seva campanya com un líder d'una facció creïble dins el conclave, i va començar a treballar perquè el seu amic Antonio Pignatelli fos elegit Papa. Altieri va treballar per convèncer els cardenals francesos que Pignatelli no funcionaria per als espanyols com a Papa, tot i que era napolità. Pignatelli havia rebut algun suport al març, però no va arribar a la majoria requerida per a l'elecció.
Al mateix temps, els Zelanti van llançar una contra-mesura, amenaçant de nomenar els napolitans Cassanate o Marescotti. Clarament no tenien cap intenció de renunciar, fins i tot si se'ls negava Barbarigo. Igualment clar, ni un candidat francès ni un candidat imperial podrien obtenir vots suficients.
Als darreres dies de juny, però, la calor augmentava i els cardenals s'estaven posant malalts. Això va permetre que la candidatura de Pignatelli guanyés múscul. El dia 9 de juliol, els cardenals francesos van mantenir una conversa amb el cardenal Pignatelli, prometent el seu suport si estava d'acord en nomenar els seus ministres d'acord amb els desitjos del rei de França. Pignatelli va acceptar.
Finalment, el dijous 12 de juliol de 1691 es va arribar a un compromís: Antonio Pignatelli va rebre 53 de 61 vots. i va ser elegit Papa., i va prendre el nom de Innocenci XII. Entre els set dissidents van destacar: Carpegna, Corsi, Dönhoff, Kollonitz i Negroni, el nucli del zelanti.. El conclave va ser l'elecció papal més llarga des de 1305, havent durant més de cinc mesos.
Innocenci XII va ser coronat el diumenge 15 de juliol. Aquest mateix dia el cardenal Spada va ser nomenat cardenal secretari d'Estat. El Papa va prendre possessió de la basílica del Laterà el 13 d'abril de 1692, amb el cardenal Maidalchini presidint a la basílica al lloc del cardenal Chigi, l'arxipreste..